# Mario Ramírez
Mario Ramírez (Palmira, Valle del Cauca, Colombia, 8 de abril de 1990) es un futbolista colombiano. Juega como mediocentro ofensivo y su equipo actual es Pirata de la Liga 2 de Perú.

## Trayectoria
Debutó el 2012 con Cortuluá, teniendo mucha continuidad en los paneleros. Luego pasó a Unión Magdalena donde no tuvo oportunidad de jugar en el club, solo jugando 6 partidos. A mediados del 2018 pasó al Patriotas Boyacá de la Categoría Primera A.
El 30 de diciembre del 2018 es oficializado como nuevo refuerzo de Universidad Técnica de Cajamarca para afrontar la Liga1 2019 y la Copa Sudamericana 2019. Jugó al lado de sus compatriotas Jonathan Segura y Jarlin Quintero. Jugó la Copa Sudamericana 2019 enfrentando a Cerro de Uruguay.
A mediados de 2019 se despidió de UTC para convertirse en refuerzo de Pirata Fútbol Club para el Torneo Clausura de la Liga 1. Fue uno de los mejores jugadores del elenco Pirata, sin embargo descendió de categoría a fin de temporada.

## Clubes
| Club                       | País     | Año         |
| -------------------------- | -------- | ----------- |
| Cortuluá                   | Colombia | 2012 - 2014 |
| Unión Magdalena            | Colombia | 2015        |
| Orsomarso                  | Colombia | 2016 - 2017 |
| Patriotas Boyacá           | Colombia | 2018        |
| Univ. Técnica de Cajamarca | Perú     | 2019        |
| Pirata F. C.               | Perú     | 2019        |
| Alianza Universidad        | Perú     | 2020        |
| Carlos Stein               | Perú     | 2021        |
| Sport Chavelines           | Perú     | 2022        |
| Real Cartagena             | Colombia | 2023        |
| Pirata                     | Perú     | 2024 -      |

## Estadísticas
| Club                              | Div                 | Temporada           | Liga  | Liga  | Copa Nacional | Copa Nacional | Copa Internacional | Copa Internacional | Total | Total |
| Club                              | Div                 | Temporada           | Part. | Goles | Part.         | Goles         | Part.              | Goles              | Part. | Goles |
| --------------------------------- | ------------------- | ------------------- | ----- | ----- | ------------- | ------------- | ------------------ | ------------------ | ----- | ----- |
| Cortulua · Colombia               | 2ª                  | 2012                | 30    | 1     | 4             | 0             | -                  | -                  | 34    | 1     |
| Cortulua · Colombia               | 2ª                  | 2013                | 39    | 2     | 2             | 0             | -                  | -                  | 41    | 2     |
| Cortulua · Colombia               | 2ª                  | 2014                | 14    | 0     | 2             | 0             | -                  | -                  | 16    | 0     |
| Cortulua · Colombia               | Total               | Total               | 83    | 3     | 8             | 0             | 0                  | 0                  | 91    | 3     |
| Union Magdalena · Colombia        | 2ª                  | 2015                | 6     | 0     | 6             | 0             | -                  | -                  | 12    | 0     |
| Union Magdalena · Colombia        | Total               | Total               | 6     | 0     | 6             | 0             | 0                  | 0                  | 12    | 0     |
| Orsomarso · Colombia              | 2ª                  | 2016                | 28    | 6     | 5             | 2             | -                  | -                  | 33    | 8     |
| Orsomarso · Colombia              | 2ª                  | 2017                | 15    | 2     | 0             | 0             | -                  | -                  | 15    | 2     |
| Orsomarso · Colombia              | Total               | Total               | 43    | 8     | 5             | 2             | 0                  | 0                  | 48    | 10    |
| Patriotas Boyacá · Colombia       | 1ª                  | 2018                | 7     | 0     | 0             | 0             | -                  | -                  | 7     | 0     |
| Patriotas Boyacá · Colombia       | Total               | Total               | 7     | 0     | 0             | 0             | 0                  | 0                  | 7     | 0     |
| Univ. Técnica de Cajamarca · Perú | 1ª                  | 2019                | 12    | 1     | 0             | 0             | 2                  | 0                  | 14    | 1     |
| Univ. Técnica de Cajamarca · Perú | Total               | Total               | 12    | 1     | 0             | 0             | 2                  | 0                  | 14    | 1     |
| Pirata · Perú                     | 1ª                  | 2019                | 14    | 3     | 0             | 0             | -                  | -                  | 14    | 3     |
| Pirata · Perú                     | Total               | Total               | 14    | 3     | 0             | 0             | 0                  | 0                  | 14    | 3     |
| Alianza Universidad · Perú        | 1ª                  | 2020                | 18    | 0     | -             | -             | -                  | -                  | 18    | 0     |
| Alianza Universidad · Perú        | Total               | Total               | 18    | 0     | 0             | 0             | 0                  | 0                  | 18    | 0     |
| Carlos Stein · Perú               | 2ª                  | 2021                | 25    | 1     | 1             | 0             | -                  | -                  | 26    | 1     |
| Carlos Stein · Perú               | Total               | Total               | 25    | 1     | 1             | 0             | 0                  | 0                  | 26    | 1     |
| Total en su carrera               | Total en su carrera | Total en su carrera | 208   | 16    | 20            | 2             | 2                  | 0                  | 230   | 18    |

## Palmarés

### Distinciones individuales
| Distinción                          | Año  |
| ----------------------------------- | ---- |
| Nominado a gol del año de la Liga 1 | 2019 |